# Домно-Ключі
До́мно-Ключі́ (рос. Домно-Ключи) — село у складі Читинського району Забайкальського краю, Росія. Входить до складу Інгодинського сільського поселення.

## Населення
Населення — 293 особи (2010; 405 у 2002).
Національний склад (станом на 2002 рік):
- росіяни — 95 %